# Yasuhisa Shiozaki
Yasuhisa Shiozaki (塩崎 恭久, Shiozaki Yasuhisa) est un homme politique japonais né le 7 novembre 1950 à Matsuyama, dans la préfecture d'Ehime. Il est ministre de la Santé, du Travail et des Affaires sociales entre 2014 et 2017 dans le gouvernement de Shinzō Abe.

## Biographie
Yasuhisa Shiozaki est né le 7 novembre 1950 à Matsuyama, dans la préfecture d'Ehime. Il est le fils de Jun Shiozaki, un ancien membre de la Chambre des représentants pour le Parti libéral-démocrate.
Shiozaki est titulaire d'un Bachelor of Arts en études américaines, obtenu en 1975 à l'université de Tokyo. Il continue sa scolarité à la John F. Kennedy School of Government de l'université Harvard et en ressort avec une maîtrise en administration publique en 1982.

## Carrière politique
Il est élu par la première circonscription de la préfecture d'Ehime et intègre pour la première fois la Chambre des représentants en juillet 1993.
Son profil sur le site du PLD:
- Banque du Japon
- vice-ministre parlementaire des Finances (Cabinet Hashimoto)
- vice-ministre Senior aux Affaires étrangères (Cabinet Koizumi)
- chef-secrétaire du Cabinet (Cabinet Abe)
- ministre d'État aux questions des Enlèvements (Cabinet Abe)
- président suppléant du Conseil de la Recherche en politique

## Idéologie
Comme la plupart des membres du Cabinet de Shinzō Abe, Shiozaki est affilié au très influent et ouvertement révisionniste lobby Nippon Kaigi. 
Il est également membre de plusieurs groupes de la droite radicale à la Diète :
- Renaissance du Japon (創生「日本」, Sosei Nippon?) ;
- Groupe de Discussion Nippon Kaigi (日本会議国会議員懇談会, Nippon kaigi kokkaigiin kondankai?) ;
- Groupe Parlementaire sur l'Association Shinto de Leadership Spirituel (神道政治連盟国会議員懇談会, Shintō seiji renmei kokkaigiin kondankai?) — NB : également connu sous le nom de Shinseiren ou Ligue Politique Shinto.

Shiozaki a fourni les réponses suivantes au questionnaire soumis en 2012 par le Mainichi Shinbun aux parlementaires:
- pas de réponse sur la question de la révision de la Constitution ;
- en faveur de la remilitarisation (révision de l'Article 9 de la constitution japonaise) ;
- en faveur de la réforme de l'Assemblée nationale (pour un système monocaméral au lieu du système bicaméral actuel) ;
- en faveur de la réactivation des centrales nucléaires ;
- contre l'objectif de l'abandon du nucléaire civil d'ici la fin des années 2030 ;
- en faveur de la relocalisation de la base navale américaine de Futenma à Okinawa ;
- en faveur de l'étude en vue de l'acquisition des îles Senkaku par le gouvernement ;
- en faveur d'une attitude ferme vis-à-vis de la Chine ;
- pas de réponse sur la question de la participation du Japon à l'Accord de partenariat transpacifique ;
- pas de réponse sur la question du nucléaire militaire au Japon ;
- pas de réponse sur la question de la réforme de la famille impériale permettant à une femme de conserver son statut impérial après le mariage.

Le 17 octobre 2014, Shiozaki a envoyé une offrande (masakaki) au très controversé sanctuaire Yasukuni.